# Министерство юстиции Республики Сербской
Министерство юстиции Республики Сербской (серб. Министарство правде Републике Српске, босн. и хорв. Ministarstvo pravde Republike Srpske) — одно из министерств Правительства Республики Сербской, энтитета Боснии и Герцеговины. С 18 декабря 2014 года Министерство возглавляет Антон Касипович.
Министерство юстиции РС располагается в Баня-Луке, по адресу Площадь Республики Сербской, дом 1. 
Организация Министерства выглядит следующим образом:
- Кабинет министра
- Секретариат Министерства
- Отдел правосудия
- Отдел нотариата, адвокатуры, правозащиты, бесплатной юридической помощи и реализации стратегии по борьбе с коррупцией
- Отдел выполнения уголовных санкций

Министерство выполняет следующие функции:
- контроль деятельности судов и пенитенциарной системы
- исполнение уголовных и других санкций
- контроль за соблюдением прав осужденных
- рассмотрение помилований
- конвоирование осужденных
- анализ законодательных актов
- прочие функции

За время существования Министерства его возглавляли:
- Момчило Мандич[5]
- Йово Росич[6]
- Марко Арсович[7]
- Бранко Петрич[8]
- Петко Чанчар[9]
- Биляна Марич[10]
- Сауд Филипович[11]
- Джерард Селман[серб.][12]
- Омер Вишич[13]
- Горана Златкович[14]
- Антон Касипович
- Милош Букейлович